# Нилополис
Нило́полис (порт. Nilópolis) — муниципалитет в Бразилии, входит в штат Рио-де-Жанейро. Составная часть мезорегиона Агломерация Рио-де-Жанейро. Входит в экономико-статистический микрорегион Рио-де-Жанейро. Население составляет 153 581 человек на 2007 год. Занимает площадь 19,157 км². Плотность населения — 7854,8 чел./км².
Праздник города — 21 августа.

## История
Город основан в 1947 году.

## Статистика
- Валовой внутренний продукт на 2005 год составляет 1 004 996 тысяч реалов (данные: Бразильский институт географии и статистики).
- Валовой внутренний продукт на душу населения на 2005 год составляет 6543,75 реалов (данные: Бразильский институт географии и статистики).
- Индекс развития человеческого потенциала на 2000 год составляет 0,788 (данные: Программа развития ООН).

## География
Климат местности: тропический.